# Psydrax lynesii
Psydrax lynesii är en måreväxtart som beskrevs av Arthur Allman Bullock och Diane Mary Bridson. Psydrax lynesii ingår i släktet Psydrax och familjen måreväxter. Inga underarter finns listade i Catalogue of Life.